# 汐崎アイル
アイル・シオザキ（しおざき アイル、1984年6月15日 - ）は、日本の俳優、ファッションモデル、声優、演出家である。大阪府出身。シンエンターテイメント　所属。

## 来歴
日本人とアイルランド人のハーフ。出生地はアイルランドで、5歳から日本で暮らし始めた。
高校時代からアルバイトでモデルを経験し、2001年に上京。GIG MANAGEMENT JAPANに所属し、本格的にファッションモデルとしてデビュー。『MEN'S NON-NO』などのファッション雑誌で活躍する。
2006年に『ミュージカル テニスの王子様』で、俳優デビュー。
2007年1月19日、芸名を「IRE」から「汐崎アイル」に改名。「アイル」は本名とは関係なく、子供の頃のあだ名が由来している。
近年はアクション・殺陣のある舞台、会話劇や朗読劇にも出演し、ゲームなどで声優としても活動。100作品以上の舞台に出演している
2013年6月30日に12年間所属していたGIG MANAGEMENT JAPANの所属を離れ、フリーランスで活動したのち、2015年よりclione/mimicに所属。
TVアニメ『ナンバカ』でアニメ初出演。
2018年4月、clione/mimicを契約期間満了で退社。同年7月、ダンデライオンに所属。
2023年6月、ダンデライオンを契約満了で退社。同年７月、SHIN ENTERTAINMENTに所属。
芸名を『汐崎アイル』から『アイル・シオザキ』に表記を変更。
2024年、山梨県甲府市にて開催された舞台「Maschera」にて演出を担当。

## 人物
特技はドラム、陸上競技、バスケットボール。
好きな音楽は洋楽や、映画・ゲームのサウンドトラック。
演技の幅が広く、パワフルな役から物静かな役、飄々とした役や重みのある悪役など様々な役をこなしている。
作品や役への思い入れが強く、自身の演じたキャラクターの誕生日はブログやTwitterにて祝っており、小泉八雲など実在した人物の墓参りに行くほど。
大阪育ちということもあり西洋の顔立ちとはギャップのある関西弁で喋り、MCや進行を務めることも多い。
『裏切りは僕の名前を知っている』で共演した大河元気・川隅美慎とはプライベートでも仲が良くブログやTwitterにもしばしば登場する。
『ダイヤのA The LIVE』にて体格の良い役を演じるにあたり、1ヶ月で体重を10kg増やすストイックな一面がある。
映画好きで、ある時期から「一日一作品を鑑賞する」ということを続けているとネット番組やトークイベントで度々語られる。
2018年春に長年目標としていた「出演舞台100作品」を達成したとのこと。
飲食の資格も有しており、テレビ神奈川とのコラボでキッチンカーのマスターも半年ほど務める

## 出演

### テレビ
- 恋愛診断・翼のカケラ（2007年7月、テレビ東京） - 神永レオ 役
- ビットワールド（2012年4月 - 2017年2月、NHK Eテレ） - グレン・ディアブロマ 役
- ウルトラマンタイガ 第14話（2019年10月5日、テレビ東京） - イルト 役

### 映画
- スーパーカブ（2008年） - 須藤健吾 役
- S-最後の警官-奪還 recovery of our future（2015年）

### 舞台・ミュージカル
2006 - 2007年
- ミュージカル・テニスの王子様 - 天根ヒカル 役
  - Advancement Match 六角 feat.氷帝学園（2006年8月）
  - Absolute King 立海 feat.六角 〜First Service（2006年12月 - 2007年1月）
  - Dream Live 4th（2007年3月）
  - Dream Live 4th Extra（2007年5月）
  - Absolute King 立海 feat.六角 〜Second Service（2007年8月 - 9月）
- Night on the planet（2007年11月）

2008年
- プラスイズム 第5回公演「PLUSTICISM」（2008年2月）
- 空中ブランコ（2008年4月 - 5月）
- BLUECOVER ACTORS「僕の東京日記」（2008年6月）
- 博士と太郎の異常な愛情（2008年9月）
- ミュージカル・リズミックタウン（2008年11月 - 12月）

2009年
- ネオロマンス♥ステージ 遙かなる時空の中で 朧草紙（2009年1月） - アクラム 役
- 春遠からず（2009年2月）
- TrashMasters「elevation 〜幸福の難民〜」（2009年3月）
- 昭和芸能社「新橋フロリダ」（2009年4月 - 5月）
- MOZU啼く城（2009年6月）
- 猫目倶楽部2（2009年7月）
- 遙かなる時空の中で 朧草紙再演（2009年8月） - アクラム 役
- 遙かなる時空の中で ファン感謝祭（2009年8月） - アクラム 役
- Z団番外公演「The Light」（2009年11月）
- DMF vol.8【イマーゴメモリ -imago memory-】（2009年12月） - エグリバ 役

2010年
- 劇団ヘラクレス 旗揚げ公演「戦国 SHINOBI -忍・偲-」（2010年1月） - 織田信長 役
- GPS（2010年2月） - ピノキオ 役
- ミュージカル・テニスの王子様 Dream Live 7th（2010年5月、横浜アリーナ） - 天根ヒカル 役
- 「コントンクラブ image3」〜オムニバスギャグエンターテインメント〜（2010年6月、シアターサンモール）
- FROG -新撰組寄留記-（2010年7月） - 伊東甲子太郎 役
- 霧ケ島ノ春（2010年7月） - 天草四郎 役
- プラスイズムvol.9「トライフル」（2010年7月） - 日替わりゲスト
- Abc★赤坂ボーイズキャバレー（2010年8月 - 9月、赤坂ACTシアター）
- GANRYUJIMA（2010年10月） - 佐々木小次郎 役
- abc★赤坂ボーイズキャバレー Spin Off『裏』（2010年10月）
- ミラクル☆トレイン 〜大江戸線へようこそ〜（2010年12月、全労済ホールスペース・ゼロ） - 車掌（12号） 役

2011年
- 深説・八犬伝 〜村雨恋奇譚〜（2011年2月、シアタークリエ） - 犬田小文吾悌順 役
- FILM STAR（2011年3月）
- コントン・クラブ image4（2011年4月、シアターサンモール）
- 遙かなる時空の中で2（2011年6月、全労済ホールスペース・ゼロ） - アクラム 役
- ACTOR'S TRASH ASSH公演「白キ肌ノケモノ」（2011年8月、新宿シアターモリエール） - 白狐丸 役
- abc★赤坂ボーイズキャバレー 〜2回表〜（2011年8月 - 9月、赤坂ACTシアター / シアターBRAVA!）
- FILM STAR（再演）（2011年9月、中目黒キンケロシアター）
- ミュージカル「星の王子さま」（2011年11月、青山円形劇場） - うぬぼれ屋 役
- 彼の事を知る旅に出る（2011年11月、赤坂RED THEATER）
- 裏切りは僕の名前を知っている（2011年12月、博品館劇場） - ルカ＝クロスゼリア 役

2012年
- the CiRCLe（2012年1月、青山円形劇場）
- Z団番外公演vol.3「満天のパティシエ」（2012年3月）
- ミラクル☆トレイン 〜大江戸線へようこそ〜 2nd approach（2012年4月） - 車掌（12号） 役
- 遙かなる時空の中で2 -再演-（2012年5月 - 6月） - アクラム 役
- 遙かなる時空の中で2 感謝祭（2012年6月）
- 裏切りは僕の名前を知っている vol.2（2012年8月、前進座） - ルカ＝クロスゼリア 役
- abc★赤坂ボーイズキャバレー 〜3回表〜（2012年8月 - 9月、赤坂ACTシアター / シアターBRAVA!）
- 裏切りは僕の名前を知っている vol.3（2012年11月、北千住シアター1010） - ルカ=クロスゼリア 役
- 夜のミラクル☆トレイン SWEET DREAM EXPRESS（2012年12月） - 車掌（12号） 役

2013年
- COMIC☆ACTORS（2013年1月）
- FROG -新撰組寄留記- 再演（2013年2月） - 伊東甲子太郎 役
- 「ハヤブサエレジー」・「坂の上のエーリアン」（2013年4月） - 骨董品屋 役
- BOYS★TALK（2013年6月、全労済ホールスペース・ゼロ）
- ミュージカル「忍者じゃじゃ丸くん」（2013年6月、新宿シアターブラッツ） - カラカッサ 役
- murder（2013年7月） - 主演
- MIDNIGHT DREAM - 声の出演
- ペテカンVol.37「上手に笑えないまさこさん」（2013年9月）
- キタムラ印《裏》vol.2「TAKE-MITSU 〜反逆のラビリンス〜」（2013年9月）
- team Genius bibi「ブリキの茶袱台」（2013年10月）
- 大人の麦茶「ゆびに のこる かおり」（2013年11月、紀伊國屋ホール）
- Reading Live Theater「こゝろ」（2013年12月、全労済ホールスペース・ゼロ）

2014年
- BASARA 第2章（2014年1月、北千住シアター1010） - 蒼の王 役
- 舞台「スペランカー」（2014年2月）
- SHUNPU Gaiden 〜春風外伝〜（2014年3月）
- OASIS（2014年4月） - 主演
- 青の祓魔師（2014年6月） - メフィスト・フェレス 役
- 遙かなる時空の中で5（2014年9月 - 10月） - 天海 役
- バカフキ!（2014年11月、全労済ホールスペース・ゼロ、作・演出：大河元気） - アベスター 役
- 遙かなる時空の中で5（2014年12月） - 天海 役
- ニューヨークで猫を殺す方法

2015年
- ユメオイビトの航海日誌（2015年2月）
- ロック☆オペラ「サイケデリックペイン」（2015年4月 - 5月、銀河劇場 / キャナルシティ劇場 / 梅田芸術劇場 シアター・ドラマシティ）
- PERSONA3 the Weird Masquerade 〜蒼鉛の結晶〜（2015年6月、シアターGロッソ） - テオドア 役
- ダイヤのA The LIVE（2015年8月、Zeppブルーシアター六本木） - 滝川・クリス・優 役
- ToRow 〜二匹の狼〜 - 坂本龍馬 役

2016年
- おん・すてーじ「真夜中の弥次さん喜多さん」（2016年1月、シアターGロッソ / サンケイホールブリーゼ） - 嘘の弥次さん 役
- 地球戦士ゼロス 〜盗まれた都市〜（2016年2月）
- RejetFes2016「妖かし村正 地獄変」（2016年2月13日・14日、東京国際フォーラム） - 咎神朔矢 役
- ダイヤのA The LIVE II（2016年3月 - 4月） - 滝川・クリス・優 役
- 烈!バカフキ!（2016年4月、Zeppブルーシアター六本木） - アベスター 役
- 歌劇「明治東京恋伽 〜朧月の黒猫〜」（2016年6月、銀座博品館劇場） - 小泉八雲 役
- 斬劇「戦国BASARA4 皇 本能寺の変」（2016年7月、Zeppブルーシアター六本木 / 梅田芸術劇場） - 後藤又兵衛 役
- 遙かなる時空の中で5 〜風花記〜（2016年8月） - 天海 役（声の出演）
- ダイヤのA The LIVE III（2016年8月 - 9月、Zeppブルーシアター六本木） - 滝川・クリス・優 役

2017年
- ロードス島戦記 〜灰色の魔女〜（2017年1月） - ウッド・チャック 役
- 斬劇「戦国BASARA 関ヶ原の戦い」（2017年2月、銀河劇場 / シアター・ドラマシティ） - 後藤又兵衛 役
- ダイヤのA The LIVE Ⅳ（2017年4月、北千住シアター1010） - 滝川・クリス・優 役
- PERSONA3 the Weird Masquerade 第四章 / 最終章（2017年4月） - テオドア 役
- good and evil（2017年6月、六行会ホール）
- FILL-IN～娘のバンドに親が出る～（2017年7月、紀伊国屋ホール）
- 斬劇「戦国BASARA 小田原征伐」（2017年8月） - 後藤又兵衛 役 ※ゲスト武将出演
- 超!脱獄歌劇「ナンバカ」（2017年9月、Zeppブルーシアター六本木） - ロック 役
- ポセイドンの牙（2017年10月、紀伊国屋ホール）
- 雨男たちのクリスマス（2017年10月）
- ハムレット（2017年12月、六行会ホール） - レアティーズ 役

2018年
- 斬劇「戦国BASARA 第六天魔王」（2018年3月） - 後藤又兵衛 役
- bpm本公演「QUICK DRAW（クイックドロウ）」（2018年4月20日 - 22日、日本青年館ホール） - パット・ギャレット 役
- 歌劇「明治東京恋伽 〜月虹の婚約者〜」（2018年8 - 9月、大阪 / 東京公演） - 小泉八雲 役
- 歌劇派ステージ「ダメプリ ダメ王子VS完璧王子」（2018年12月1日 - 9日、AiiA 2.5 TheaterTokyo） - クロム・レム 役
- 斬劇「戦国BASARA 蒼紅乱世『蒼』THE PRIDE」（2018年12月21日 - 30日、オルタナティブシアター） - 後藤又兵衛 役

2019年
- 歌劇派ステージ「ダメプリ ダメ王子VS偽物王子」（2019年5月17日 - 23日、よみうり大手町ホール） - クロム・レム 役

2020年
- 戦国学園〜令和決戦！天下取り〜
- 蛇骸王 METAL（コロナ禍により公演中止）
- 空とおもちゃの物語〜見上げた空に君がいた〜（コロナ禍により公演中止）
- 『家庭教師ヒットマンREBORN!』the STAGE -隠し弾(SECRET BULLET)- ティグレ 役

2021年
- 進戯団 夢命クラシックス#24「EMPEROR WARS」ネロ・クラウディウス 役
- ロック☆オペラ『ザ・パンデモニアム・ロック・ショー』

2022年
- 銀岩塩×猫のひたいほどワイド「土砂降りの森よおしえて僕の膝に住んでいた銀色の猫のゆくえ」
- bpm15周年記念公演「beats per minute CHAIN LIFT」

2023年
・「立ち呑みパラダイス」
・朗読劇「同窓会」
2024年
・金の蜥蜴「天翔律」
・「Maschra」演出・出演
・「紅絵巻」ボイスキャスト
- ミュージカル「新テニスの王子様」 The Fourth Stage（2024年8月9日 - 9月23日、日本青年館ホール 他） - ケン・レンドール 役[2]

2025年
- 「新 画狂人北斎」-2025-（2025年10月17日 - 11月27日〈予定〉、紀伊國屋ホール 他） - シーボルト 役[3]

### テレビアニメ
- ナンバカ（2016年） - ロック 役[4]
- ダイヤのA actII（2019年） - 川崎育三郎 役

### ゲーム
- ソウルキャリバーV - ならず者 役

### CM
- MTV

### DVD
- 斬セイバー第参章（2007年6月20日発売、有限会社ウエストパワー） - 甲斐シノブ 役
- 斬セイバー第肆章（2007年7月20日発売、有限会社ウエストパワー） - 甲斐シノブ 役
- となりの801ちゃん（2007年）
- 夏空の君と（2017年）

### その他
- ケータイ連載ドラマ「恋する血液型」（2008年）
- アメガチャ!（2008年）

## モデルとしての活動

### ショー
- NUMBER（N）INE（東京コレクション）
- MAJI MAJI
- DOPPEL GANGER×DAIZEN

### 広告
- 資生堂 理MODE+e
- 丸井 MEN'S Voi
- Roland
- Levi's Hong Kong「Orange & Blue Collection」

### 雑誌
- MEN'S NON-NO
- POPEYE
- smart
- StreetJack
- FINEBOYS
- COOL TRANS
- Samurai magazine
- relax
- ゼクシィ
- af imp

## 書籍

### 写真集
- Work-ish（2008年3月、幻冬舎）
- ２０２１　記念フォトブック